# Tina Knowles
Tina Knowles är en amerikansk affärskvinna och modedesigner känd för sitt modemärke House of Deréon. Hon är mor till artisterna Beyoncé och Solange och fick sitt genombrott som kostymör för gruppen Destiny's Child.